# Hyalodictyon fallax
Hyalodictyon fallax är en insektsart som beskrevs av Ronald Gordon Fennah 1945. Hyalodictyon fallax ingår i släktet Hyalodictyon och familjen Dictyopharidae. Inga underarter finns listade i Catalogue of Life.